# Marc Weber
Marc Weber (n. 21 martie 1972, Bochum, Germania) este un canotor ce a reprezentat Germania, medaliat olimpic. A participat la o ediție a Jocurilor Olimpice (1996) în care a câștigat o medalie de argint.

## Participări
Lista de mai jos prezintă principalele competiții la care a participat Marc Weber de-a lungul carierei.
- rowing at the 1996 Summer Olympics – men's eight[*][3]